# Педро Аморим
Педро Аморим Дуарте (порт. Pedro Amorim Duarte; 13 октября 1919, Сеньор-ду-Бонфин (Баия) — 25 сентября 1989, Сеньор-ду-Бонфин (Баия)) — бразильский футболист, нападающий.

## Биография
Педро Аморим Дуарте родился 13 октября 1919 года в семье богатого бразильского предпринимателя и землевладельца в городке Сеньор-ду-Бонфин, что находится в штате Баия.
В юном возрасте, Педро Аморим уезжает в Салвадор, где обучается в школе салезианцев, там же он участвует в футбольных соревнованиях, включая победу с любительской командой на турнире «Триколор да Боа Терра». Педро Аморим проходит просмотр в местном гранде, клубе «Баия», где играл за молодёжный состав, но, получив удар мячом, потерял сознание на поле, из-за чего руководители «Баия» решили не рисковать здоровьем мальчика и запретили ему играть в футбол. Педро Аморим год не выступал на соревнованиях, но любовь к футболу победила и в 1938 году, после просмотра в клубе «Ботафого», он становится игроком клуба, выступая на правом фланге нападения.
Через два года игры в «Ботафого», Педро Аморим переходит в один из сильнейших клубов Бразилии — «Флуминенсе». В начале карьеры в новой команде, Педро Аморим часто оставался на скамейке запасных, но затем стал проявлять себя и завоевал место в основе «Флу», но эта ситуация продлилась недолго, в 1939 году, в игре с «Мадурейрой», Педро Аморим получил тяжёлую травму от футболиста «Маду», Рубенса, и надолго выбыл из футбола. Он восстановился лишь к концу 1941 года, но сразу стал показывать высокий класс игры и впервые был вызван в сборную страны. В 1946 году, когда «Флу» выиграл свой очередной титул чемпиона Рио, Педро Аморим вновь получил тяжелую травму, затем долго лечился, пробовал выходить на поле в 1947 году, но безрезультатно, в тот же год Педро Аморим завершил спортивную карьеру. Всего за «Флу» Педро Аморим забил 188 мячей в 310 играх.
Покинув футбол, Педро Аморим стал работать врачом в родном городе Сеньор-ду-Бонфин, где и скончался в возрасте 69 лет.

## Награды
- Чемпион штата Рио-де-Жанейро: 1940, 1941, 1946